# Perhydrol

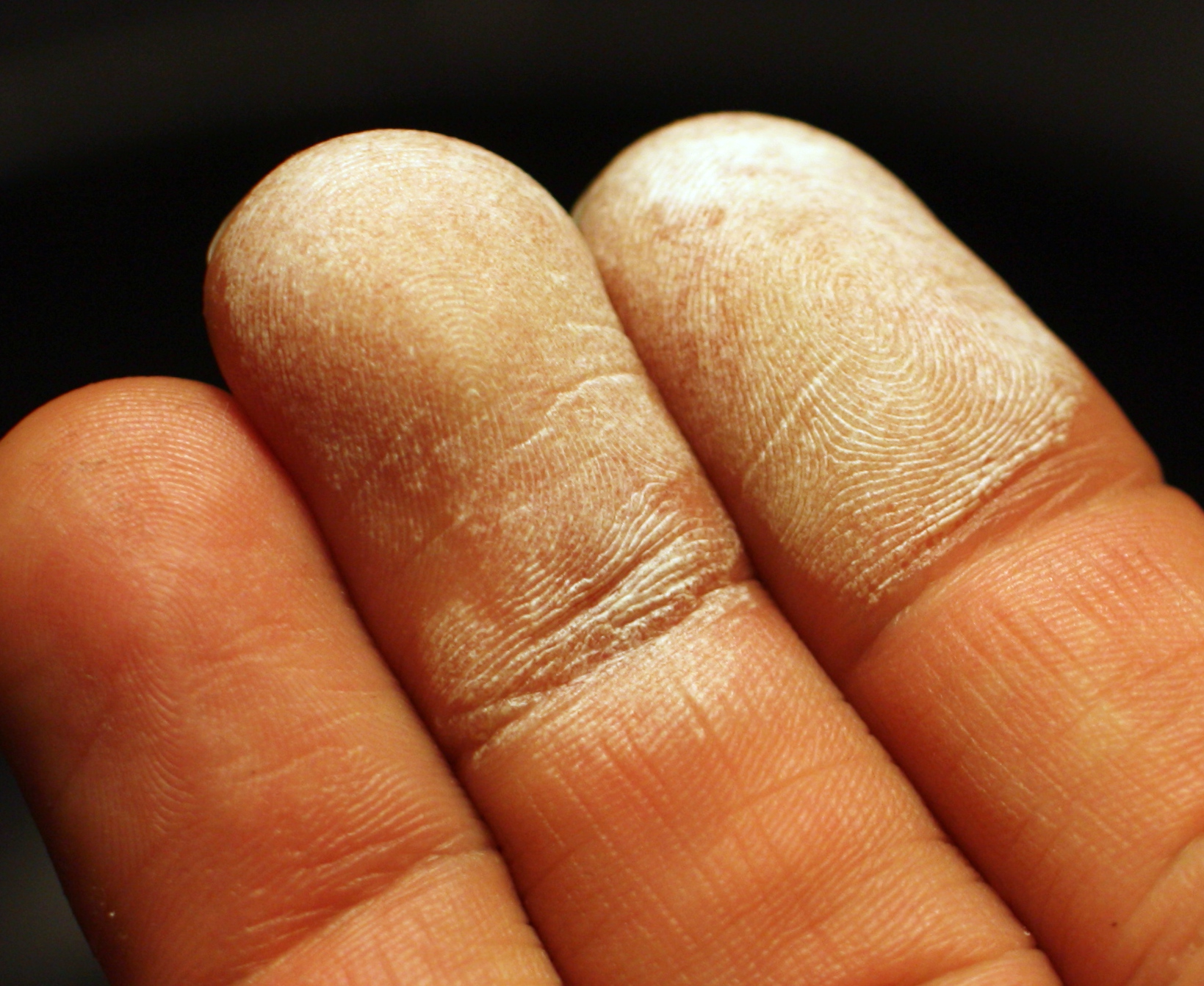
W wyniku kontaktu perhydrolu ze skórą natychmiast powstają białe plamy

Perhydrol – ok. 30% roztwór nadtlenku wodoru w wodzie. Bezbarwna, bezwonna ciecz o właściwościach żrących wobec tkanek żywych. Na skórze pozostawia martwicze białe plamy.
Perhydrol jest stosowany jako silny środek utleniający w przemyśle chemicznym. Stosuje się go np. powszechnie przy produkcji wielu barwników organicznych, także przy produkcji inicjujących wybuchowych nadtlenków HMTD, TCAP, TetraAP. Używany jest także do oczyszczania kości z resztek tkanek miękkich (np. w celu wypreparowania trofeów myśliwskich), jako półprodukt do otrzymywania wody utlenionej itp. 
Dawniej używany jako rozjaśniacz do włosów.
Nadtlenek wodoru energicznie reaguje z nadmanganianem potasu – po wrzuceniu kryształku nadmanganianu do perhydrolu następuje gwałtowna egzotermiczna reakcja, a z naczynia zaczyna wydobywać się obłok pary wodnej przemieszanej z tlenem, porywający ze sobą cząsteczki mieszaniny reakcyjnej. Reakcja ta (z zastosowaniem 80% roztworu nadtlenku wodoru) była wykorzystywana do napędzania rakiet V2 (ciśnienie wytworzonego tlenu napędzało turbopompę pompującą mieszaninę paliwową do komory spalania).
Przebieg reakcji:
2KMnO4 + 3H2O2 → 2MnO2 + 2KOH + 2H2O↑ + 3O2↑
Reakcja ta przebiega bardzo gwałtownie z wydzieleniem dużych ilości ciepła. Na pokazach chemicznych reakcja stosowana jest do tzw. chemicznej lokomotywy. Perhydrol ulega także gwałtownej reakcji dysproporcjonowania pod wpływem katalizatorów, np. jodków, MnO2 lub rozdrobnionych substancji stałych (np. srebra i platyny):
2H2O2 → 2H2O + O2↑

Schemat urządzenia Rocket Belt.
1. Sprężony azot.
2. Perhydrol.
3. Zawór regulujący przepływ perhydrolu.
4. Komora reakcyjna.

Reakcja ta może być wykorzystywana do napędu silników rakietowych np. w tzw. "jetpackach" (np. Bell Rocket Belt). Stężony perhydrol (zwany High test peroxide lub HTP i mający stężenie powyżej 70%) pompowany jest ze zbiorników do komory reakcyjnej zawierającej katalizator, gdzie rozkłada się do tlenu i pary wodnej o temperaturze kilkuset stopni Celsjusza. Powstające gazy kierowane są do dysz wylotowych wytwarzając siłę ciągu wystarczającą do uniesienia człowieka w powietrze (maks. impuls właściwy Isp = 161 s).